# DJ Project
DJ Project est un groupe roumain de musique électronique, originaire de Timișoara.

## Histoire
Le groupe se forme en 2000 dans la ville roumaine de Timișoara, avec leur premier album, Experience, sorti en 2001. 
Aux MTV Europe Music Awards 2006, DJ Project est récompensé dans la catégorie du « meilleur groupe roumain ». Il reçoit aussi consécutivement en 2006 et en 2007 une récompense aux MTV România Awards en tant que meilleur groupe de dance. 
Fin juin 2007, DJ Project sort son sixième album, Două Anotimpuri. Début 2008, Robbins Entertainment est choisi par le groupe pour la première sortie de Before I Sleep aux États-Unis. L'album est doublé sous le nom d'« Elena », le même nom publicitaire utilisé en Angleterre. L'album apparaît le 18 mars 2008 sur iTunes, avant d'être disponible sur CD le 1er avril de la même année. En 2009, le groupe sort un nouvel album, intitulé In the Club. Il se caractérise principalement par le départ d'Elena Baltagan et l'intégration de Giulia Anghelescu, ayant déjà collaboré avec ce groupe auparavant, dans le cadre du titre Prima noapte.
À la fin de l'année 2021, Andia se retire du projet pour se concentrer sur sa carrière solo. Elle est remplacée par Ana Baniciu, avec laquelle DJ Project sort en juin le single Iubirea mea. Aux côtés d'Ana Baniciu, DJ Project donne de nombreux concerts dans toute la Roumanie.

## Discographie

### Albums studio
- 2001 : Experience
- 2002 : Spune-mi tot ce vrei
- 2004 : Lumea ta
- 2005 : Șoapte
- 2006 : Povestea mea
- 2007 : Două Anotimpuri
- 2009 : In the Club
- 2015 : Best of 15 ani

### Singles
- 2005 : Privirea ta
- 2006 : Încă o noapte
- 2008 : Prima noapte
- 2008 : Departe de noi
- 2008 : Hotel
- 2009 : Miracle Love
- 2009 : Over and Over Again
- 2009 : Nu
- 2010 : Regrete
- 2011 : Mi-e dor de noi
- 2012 : Crazy in Love (feat. Giulia)
- 2012 : Bun Ramas (feat. Adela)
- 2017 : Omnia (avec Mira)
- 2019 : Retrograd (avec Andia)
- 2024 : Nimic mai mult
- 2024 : I Need You (avec Tamaz)